# What We Feel
What We Feel — российская хардкор-группа, основанная в 2005 году в Москве. С самого начала своей деятельности группа придерживалась чёткой антифашистской позиции, вследствие чего не раз имела проблемы с неонацистами</nowiki>. What We Feel часто гастролировали не только по России, но и за рубежом. На счету группы два полноценных альбома, четыре сплит-записи, один полноценный EP.

## История группы

### Первые годы (2005—2006)
Официальной датой рождения What We Feel считается 26 ноября 2005 года. В этот день группа провела свою первую репетицию, после которой утвердился постоянный состав группы в лице
- хБобх — вокал
- Дима — Гитара
- Шина — Гитара
- Танкист — Бас-гитара
- Чес — Ударные

На первых репетициях были разучены 5 песен, основанных на материале, придуманном Шиной. Однако существовала одна проблема — Шина жил в Петербурге и репетиции мог посещать лишь раз в месяц, из-за чего репетиции проходили часто в усечённом составе ('в одну гитару') и в таком же составе песни разучивались по схеме 'сначала музыка — затем текст'. Вскоре к процессу написания песен подключились Дима и Танкист и так появились песни надолго вошедшие в концертную программу группы — 'Голос животных', 'Тишина', 'Моя жизнь', 'Удары судьбы', написанные Шиной, а также 'Моя сцена', 'Друг за друга', 'Спокойной Ночи Белая Гордость', написанные Димой и Танкистом. Кроме того барабанщиком Чесом была сделана аранжировка к ещё одной известной песне коллектива под названием 'Больше, чем музыка'. Все тексты в группе же до 2007 года были написаны вокалистом хБобомх.
Первый концерт What We Feel состоялся 25 февраля 2006 года в московском клубе Метка, совместно с такими уже известными в хардкор-панк кругах коллективами, как Проверочная Линейка (Москва), Crowd Control (Санкт-Петербург), Loa Loa (Москва), Dead Pony Riders (Уфа). Несмотря на то, что сами участники What We Feel считают то первое выступление провальным, группа была хорошо принята публикой и с тех пор началась активная концертная жизнь музыкантов. На следующий же день после первого концерта WWF даёт второй концерт в Клубе имени Джерри Рубина вместе с Dead Pony Riders, а вскоре следует выступление в Рокс-клабе в начале марта вместе с Distemper, Turbolax и Unsubs, где программа группы из 10 песен отлично принимается публикой. В апреле What We Feel отправляется в тур по России и Украине с немецкой хардкор-командой Tackleberry, что положительно скажется в дальнейшем на судьбе группы. В конце мая группа приступает к демо-записи своих песен на студии 2 Самолёта в Петербурге, где с записью и обеспечением наиболее приемлемых финансовых условий группе помогает местный лейбл Карма Мира Рекордс. В итоге запись обошлась группе в 350 долларов США, а записанные песни впоследствии были изданы в качестве сплита с немецкой хардкор-командой The Force Within, а также в перезаписанном виде оказались на первом альбоме What We Feel 'Последняя Война'.
Тем же летом 2006 года из-за персональных, стилистических и идеологических разногласий группу покидает Шина. Последним его выступлением в составе What We Feel становится выступление группы на Кронштадтском панк-фестивале, где группа представила 'Демо-2006', состоявшее из 4-х песен и распространявшееся тиражом в 50 экземпляров. На смену Шине приходит Митр, который не только вписывается в состав идеально, но и переделывает большинство аранжировок команды в лучшую сторону. Кроме того в дополнение к уже переработанным партиям группа записывает песни, в которых Шина не принимал участие — 'Друг за друга', 'Наши Друзья', 'Кризис Земли', 'Последняя война' и 'Отклонение от схемы'.
После записи и сведения группа озаботилась вопросом распространения материала. Все существовавшие на тот момент московские лейблы по разным причинам и под разными предлогами отвергли запись. В итоге песни, записанные с Шиной были изданы в качестве сплита с The Force Within (над дизайном обложки поработал Отшивалов), который был шумно презентован в Москве в клубе ПирОГИ на Никольской, а 13 песен записанных с Митром было решено издать на Карме Мира при поддержке немецкого лейбла Anna Nadel Records.
В итоге вышеуказанные лейблы выпускают альбом под названием 'Последняя война' в самом начале 2007 года, в оформлении обложки принял участие MC Гогенатор. Альбом неожиданно получил высокие отзывы не только в хардкор-кругах, но и в ряде других музыкальных тусовок.

### «Золотое время» (2007)
После не менее успешной зимней презентации альбома во всё тех же ПирОГах, What We Feel начинает готовиться к первому европейскому туру. Однако из-за проблем с военкоматом xБобx долго не может получить загранпаспорт, потому в качестве сессионного вокалиста в группу принимается Саня 'Малыш' из популярной петербургской d-beat-группы Distress, однако вскоре проблема хБобах с загранпаспортом решается и в итоге решено было оставить двух вокалистов и вокальные партии переделать под двух человек. В таком составе команда отправилась в европейский тур из 16 концертов с группами Tackleberry и Hausvabot, оказавшийся весьма успешным, а Малыш получил предложение войти в What We Feel на постоянной основе. По возвращении What We Feel отыгрывают два знаковых для группы концерта в Калининграде и в Кирове, где группа играла в сопровождении таких команд, как Toro Bravo (Литва), Golod&Tetka (Калининград), Last Point (Калининград), Wheel4x (Калининград), XHARAMx (Москва), Unsubs (Киров), Ze Smetana (Киров). Оба концерта оказываются одними из самых успешных в истории группы.
В мае 2007 года What We Feel едет в мини-тур с немцами The Force Within, с которыми даёт один концерт в Петрозаводске и два концерта в Петербурге. Кроме того летом 2007 года группа играет два концерта в Москве — на разогреве у белорусской Oi!-группы Mister X и на дне рождения московской поп-панк-группы Паразиты. Тогда же What We Feel принимает предложение минской хардкор-команды Devil Shots Devil записать сплит, что и было сделано на всё той же студии 2 самолёта, где за неделю были записаны новые треки 'Аполитичный скам', 'Вместе', 'Право земли', 'Лицом к лицу' и 'Crust song'. И хотя качество релиза по мнению музыкантов получилось ниже среднего, сплит тем не менее был хорошо принят. Успешной была и тур-презентация релиза, организованная своими силами в Москве, Петербурге и Минске.
Вскоре после записи сплита Малыш покидает коллектив по причине занятости в своей основной группе, что не сказывается никак на отношениях What We Feel и Distress, которые совместно даже дают иногда концерты.
А в конце 2007 года музыканты дают ещё один мини-тур с болгарской группой Last Hope, посещают Киров и Брянск. Последний концерт был организован вокалистом местной группы 32 Романом, который с тех пор стал бессменным оформителем всех последующих релизов What We Feel. Кроме того успешен был и московский концерт группы в клубе Табула Раса при участии таких команд, как Last Hope, Changes и XHARAMX.

## Текущий состав группы
- Д. — вокал
- Г. — вокал
- Капитан Костыль — гитара
- Луи — гитара
- Беспредел — бас-гитара
- Егор — ударные

## Дискография

### Сольные альбомы на CD
| Год  | Альбом          | Лейбл          |
| ---- | --------------- | -------------- |
| 2006 | Demo            | selfreleased   |
| 2007 | Последняя война | Карма Мира/ANR |
| 2009 | Наши 14 слов    | ANR+RF         |

### Сольные альбомы на виниле
| Год  | Альбом                  | Лейбл                        |
| ---- | ----------------------- | ---------------------------- |
| 2008 | Together                | Карма Мира/ANR               |
| 2009 | Наши 14 слов            | ANR+KM+RF                    |
| 2013 | Продолжать или сдаться? | Street Influence+Mad Butcher |

### Совместные работы с другими группами
| Год  | Альбом                                      | Лейбл                                        |
| ---- | ------------------------------------------- | -------------------------------------------- |
| 2006 | Сплит с The Force Within                    | Bloodspit Records                            |
| 2007 | Сплит с Devil Shoots Devil                  | Карма Мира/ANR/Deti Konika/Bloodspit Records |
| 2008 | Сплит с Last Hope                           | ANR                                          |
| 2013 | Сплит со Stage Bottles "One World One Crew" | Street Influence+Mad Butcher                 |

## Фильмография
- Noise and Resistance[англ.]
- Иван. В память о нашем друге
- Ключ для заводного апельсина